# Rendimento do dividendo
O rendimento do dividendo (em inglês dividend yield) sigla DY é um índice criado para medir a rentabilidade dos dividendos de uma empresa em relação ao preço de suas ações. Este índice traz o benefício de poder comparar a rentabilidade dos dividendos entre empresas. É a razão cuja fração tem por numerador os dividendos por ação e por denominador o preço unitário das ações. Ele exprime, portanto, uma parte da remuneração dos acionistas.
Por exemplo, a empresa de telefonia móvel Vivo S.A., aprovou em 20/03/2009, a distribuição de dividendos a seus acionistas, no valor de R$0,72 por ação, a serem pagos em 30/12/2009. Supondo que o preço das ações da VIVO seja de R$31,10 no início do exercício de 2010, calcularemos o dividend yield da seguinte forma:
{\displaystyle DYH=\left({\frac {D}{A}}\right)\times 100\longrightarrow DYH_{vivo}=\left({\frac {0,72}{31,10}}\right)\times 100\approx 0,0232\times 100\longrightarrow DYH_{vivo}=2,32\%}
Onde:
- DYH = Dividend yield histórico, em (%).
- D = Valor do dividendo de um exercício em R$.
- A = Preço por ação no início do exercício em R$.

No exemplo acima a Vivo S.A. pagou 2,32% sobre o valor da ação. Além dos dividendos, as empresas também pagam através de Juros Sobre Capital Próprio (JSCP). No exemplo, a Vivo S.A. também pagou R$0,44 por ação de JSCP, com 15% de Imposto de Renda retido na fonte (R$0,07), ou seja, R$0,37 por ação de lucro líquido.
O investidor pode investir e receber dividendo de diversas formas, são:
- Através de ações de empresas;
- Através de fundo de Investimento imobiliário (FII);
- Através de ETF (fundo negociado em bolsa) de dividendo;
- BDRs (ações estrangeiras) de dividendos 
.